# Jar of Flies / Sap
Jar of Flies / Sap — музична збірка, випущена американським гуртом Alice in Chains 1994 року на лейблі Columbia Records. Подвійний альбом включав пісні, випущені раніше на мініальбомах Sap (1992) і Jar of Flies (1994). На відміну від номерних альбомів Alice in Chains, витриманих у стилі хард-рок і хеві-метал, збірка була зразком акустичного року і блюз-року. Альбом вийшов обмеженим тиражем на вінілових платівках, аудіокасетах та компакт-дисках.

## Історія створення
Після виходу дебютної платівки Facelift (1990) та концертного туру на її підтримку, 1991 року музиканти Alice in Chains брали участь у створенні саундтреку до фільму «Одинаки», події якого відбувалися навколо музичної сцени Сіетла. Під час репетицій народилася пісня «Would?», яку режисер Кемерон Кроу відібрав для фільму, а також ще кілька композицій, що залишилися невикористаними. Музиканти вирішили записати матеріал, що залишився, і вирушили до місцевої студії London Bridge, запросивши своїх знайомих: Енн Вілсон (Heart), Кріса Корнелла (Soundgarden) і Марка Арма (Mudhoney). Результатом спільної роботи стали п'ять пісень, авторами однієї з яких вважалася вигадана група «Alice Mudgarden» (від « Alice in Chains», « Mudhoney» і «Soundgarden» — назв груп вокалістів, які взяли участь у записі). Платівка отримала назву Sap і вийшла 4 лютого 1992.
Другий студійний альбом Dirt вийшов восени 1992 року і піднявся на шосте місце у хіт-параді Billboard 200. Під час концертного туру на підтримку платівки, у складі Alice in Chains відбулися зміни — замість Майка Старра бас-гітаристом став Майк Айнез, який раніше виступав у гурті Оззі Озборна. Вокаліст Alice in Chains боровся з героїновою залежністю, внаслідок чого було скасовано низку концертів, включаючи турне з Metallica. Восени 1993 року Alice in Chains повернулися до студії, де протягом десяти днів придумали та записали сім пісень. Більшість з них було зіграно на акустичних гітарах, але для деяких композицій використовувалися ток-бокс і губна гармоніка, а також був запрошений струнний квартет. У січні 1994 року платівка вийшла під назвою Jar of Flies і посіла перше місце в чарті Billboard.
Завдяки успіху акустичних альбомів гурту було прийнято рішення про випуск компіляції, в якій містився б весь легший матеріал Alice in Chains. Збірку Jar of Flies/Sap, що містила повний список композицій з Jar of Flies та Sap, було випущено на вінілових платівках, компакт-дисках та аудіокасетах. Подвійний альбом вийшов обмеженим тиражем і продавався за спеціальною ціною. Стівен Томас Ерлвайн з AllMusic поставив збірці оцінку «4 з 5» і припустив, що за відсутності бонус-треків збірка може бути цікавою хіба що слухачам, які не мали відповідних EP, однак для колекціонерів видання представляє малу цінність. Бруно Макдональд у книзі «The Rough Guide to Rock» (укр. Чорновий путівник по рок-музиці) відніс Jar of Flies / Sap до ключових робіт групи, давши йому наступну оцінку: «Важко уявити, що хоч щось, що з'явилося завдяки The Eagles, може бути настільки хорошим, але цей фестиваль зневіри настільки ж потужний, як і Dirt». За версією журналу RAW, Jar of Flies/Sap увійшов до числа кращих альбомів 1990-х років.

## Список пісень
Диск 1 — Jar of Flies
| #  | Назва                            | Автор слів | Автор музики           | Тривалість |
| -- | -------------------------------- | ---------- | ---------------------- | ---------- |
| 1. | «Rotten Apple»                   | Стейлі     | Кантрелл, Айнез        | 6:58       |
| 2. | «Nutshell»                       | Стейлі     | Кантрелл, Айнез, Кинни | 4:20       |
| 3. | «I Stay Away»                    | Стейлі     | Кантрелл, Айнез        | 4:14       |
| 4. | «No Excuses»                     | Кантрелл   | Кантрелл               | 4:16       |
| 5. | «Whale & Wasp» (інструментальна) |            | Кантрелл               | 2:37       |
| 6. | «Don't Follow»                   | Кантрелл   | Кантрелл               | 4:23       |
| 7. | «Swing on This»                  | Стейлі     | Кантрелл, Айнез, Кинни | 4:04       |

Диск 2 — Sap
| #  | Назва                          | Автор слів | Автор музики | Тривалість |
| -- | ------------------------------ | ---------- | ------------ | ---------- |
| 1. | «Brother»                      | Кантрелл   | Кантрелл     | 4:27       |
| 2. | «Got Me Wrong»                 | Кантрелл   | Кантрелл     | 4:11       |
| 3. | «Right Turn» (Alice Mudgarden) | Кантрелл   | Кантрелл     | 3:14       |
| 4. | «Am I Inside»                  | Стейлі     | Кантрелл     | 5:08       |
| 5. | «Love Song»                    |            |              | 3:44       |

## Учасники запису
| Alice in Chains - Майк Старр — бас-гітара, - Майк Айнез — бас-гітара, гітара, вокал, - Шон Кінні — барабани, перкусія, - Джеррі Кантрелл — гітара, вокал, - Лейн Стейлі — вокал. Запрошені музиканти - Джастін Фой — віолончель, - Девід Аткінсон — гармоніка, - Ейпріл Азевес — альт, - Метью Вас — скрипка, - Ребека Клемонс-Сміт — скрипка, - Енн Вілсон — вокал, - Кріс Корнелл — вокал, - Марк Арм — вокал, - Ренді Біро — вокал. | Виробництво - Мері Маурер — артдиректор (Jar of Flies), - Девід Коулман — артдиректор (Sap), - Даг Ерб — дизайн (подвійний вініл), - Тобі Райт — звукоінженер, - Сюзан Сільвер — менеджер, - Едді Шрейер — майстеринг, - Рокі Шенк — фотограф, - Алісія Томпсон — фотограф, - Рік Парашар — продюсер, - Джон Плам — асистент звукорежисера, - Ліз Срока — асистент звукорежисера. |